# 国防服役纪念章
国防服役纪念章是中华人民共和国中央军事委员会根据2010年5月4日修订的《中国人民解放军纪律条令》第七十一条规定设立、并于2011年8月1日起启用的纪念章，共分三个等级。2022年2月，《军队功勋荣誉表彰条例》公布，国防服役纪念章被重新划分为特级、一级、二级、三级、四级共五个等级。

## 授予原则
2011年版，颁发给服现役满10年以上的军官、文职干部和士兵，其中，服现役满10年以上、不满20年的，授予铜质纪念章；服现役满20年以上、不满35年的，授予银质纪念章；服现役满35年以上的，授予金质纪念章。
2022年版，四级国防服役纪念章发给服役满8年不满16年的现役官兵；三级国防服役纪念章发给服役满16年不满30年的现役官兵；二级国防服役纪念章发给服役满30年不满40年的现役官兵；一级国防服役纪念章发给服役满40年不满50年的现役官兵；特级国防服役纪念章发给服役满50年的现役官兵。

## 图案
|                        |                        |                        |
| 金质国防服役纪念章     | 银质国防服役纪念章     | 铜质国防服役纪念章     |
|                        |                        |                        |
| 金质国防服役纪念章略章 | 银质国防服役纪念章略章 | 铜质国防服役纪念章略章 |